# 293 Brasilia
293 Brasilia è un asteroide della fascia principale del diametro medio di circa 55,11 km. Scoperto nel 1890, presenta un'orbita caratterizzata da un semiasse maggiore pari a 2,8606508 UA e da un'eccentricità di 0,1060718, inclinata di 15,59186° rispetto all'eclittica.
Stanti i suoi parametri orbitali, è considerato il prototipo della famiglia Brasilia di asteroidi.
Il suo nome fu dedicato al Brasile, in onore di Pietro II del Brasile, noto ammiratore ed amico dell'astronomo francese Camille Flammarion.